# Ramsay (cráter)

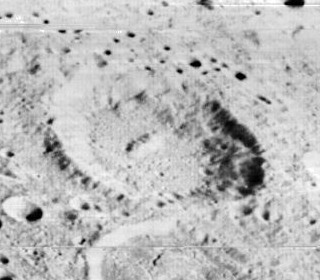
Vista oblicua de la misión Lunar Orbiter 2, mirando al sur

Ramsay es un cráter de impacto perteneciente a la cara oculta de la Luna, situado al sursudoeste del cráter más grande Jules Verne, y casi en contacto con el cráter satélite Jules Verne P en el borde exterior norte. Al sureste de Ramsay se halla el cráter Koch, y al oeste-suroeste aparece el par superpuesto de cráteres formado por Roche y Pauli.
|  |

Es un cráter desgastado, aunque el brocal conserva un carácter generalmente circular y está marcado solamente por minúsculos cráteres (excepto por una muesca en el sur-sureste). El suelo interior carece de rasgos significativos, con una baja elevación central cerca del punto medio.

## Cráteres satélite
Por convención estos elementos son identificados en los mapas lunares poniendo la letra en el lado del punto medio del cráter que está más cercano a Ramsay.
|        | \| Ramsay \| Coordenadas \| Diámetro \| \| ------ \| ------------------------------- \| -------- \| \| U \| 40°00′S 142°24′E / -40.0, 142.4 \| 23 km \| |          |
| Ramsay | Coordenadas | Diámetro |
| U      | 40°00′S 142°24′E / -40.0, 142.4 | 23 km    |